# TH6
TH6 foi uma banda de rock formada em 2005 na cidade de Santos, em São Paulo. Eles tornaram-se conhecidos por ser a banda formada pelo guitarrista Marcão logo após a sua saída do Charlie Brown Jr.
Em 2019, a banda figurou na 76ª posição da lista "Os 100 mais influentes do cenário musical da Baixada Santista no século XXI (surgidas entre 2001 e 2019)" do site Blog'n'roll.

## História
Em 2008, o TH6 lançou o seu primeiro e único álbum, intitulado Contra Insetos Parasitas, que contou com a participação de outros cantores brasileiros como Tico Santa Cruz (Detonautas), Di Ferrero (NX Zero), Badauí (CPM 22) e outros. Logo que as primeiras músicas apareceram na net, bateram recordes de downloads (mais de 80.000).
Em 2010, a banda entrou em férias, o motivo foi o nascimento do filho de Marcão. Sem previsão de retorno, os fãs ficaram na expectativa da volta, e em 2011 um caso extraordinário ocorre: Marcão voltou a ser guitarrista da banda Charlie Brown Jr, após 6 anos. Os fãs de TH6 se perguntavam se a banda acabou ou se seria chamado outro guitarrista ou na melhor das hipóteses Marcão conciliar Charlie Brown Jr e TH6.
Em 2014, após inúmeras mensagens de fãs na página da banda no Facebook, o vocalista Tite postou uma mensagem dizendo que o grupo voltaria às suas atividades, porém sem mais informações. Em 2015, o site "Os Garotos de Liverpool questionou o guitarrista Marcão sobre isso, ao que ele respondeu: "estou muito ocupado com o Bula no momento. Acabamos de lançar um disco e estamos indo para a estrada".

## Formação

### Membros
- Marcão (guitarra)
- Tite (vocal)
- Lenon (baixo/ Vocal)
- Arthur (bateria)

### Ex-membros
- Felipinho (bateria)
- Juninho (bateria)

## Discografia
- Contra Insetos Parasitas (2008)

## Videografia
- "Mesmo Lugar" [Clip] (2009)

## Ligação externa
- Site oficial